# EKO Cobra
EKO Cobra (абр. від нім. Einsatzkommando Cobra, укр. Оперативная группа Кобра) — спеціальний підрозділ Федеральної поліції Австрії, який є частиною Управління спеціальних сил, що підпорядковується безпосередньо Головному управлінню громадської безпеки при Федеральному міністерстві внутрішніх справ. Юридичною основою для існування EKO Cobra є Постанова про спеціальні сили Федерального міністерства внутрішніх справ, яка реалізує положення Закону про поліцію безпеки. Спецпідрозділ відповідає за проведення операцій з підвищеним дрівнем небезпеки, зокрема збройне захоплення заручників, операції із затримання особливо небезпечних злочинців та злочинців, які чинять збройний опір, операції проти організованої злочинності та операції по боротьбі з тероризмом на території Австрії.

## Історія

### Передумови створення
Викрадення та подальше вбивство лівопадикальною терористичною організацією RAF (нім. Rote Armee Fraktion) восени 1977 року голови західнонімецького союзу промисловців Ганса-Мартіна Шлейера та пов’язане з цим викрадення літака Lufthansa «Landshut» до Могадішо дали поштовх уряду та тодішньому міністру внутрішніх справ Ервіну Ланцу представити комплексну концепцію реформи правоохоронних органів.
1 січня 1978 року в рамках вказаної вище реформи була створена Оперативна група жандармерії GEK (абр. від нім. Gendarmerieeinsatzkommandos) із початковим штатом 127 офіцерів. Її гарнізон було розміщено у Замку Шенау.
16 червня 1980 року GEK здійснив свою першу місію з порятунку заручників в м. Граці. 35-річний Йозеф Л. озброєний гвинтівкою увірвався в кабінет дерматолога і захопив 23 заручників. Оскільки зловмисник висував заплутані та часом нездійсненні вимоги (переговори з генеральним консулом Югославії, інтерв’ю з операторськими групами з восьми країн тощо), поліція застосувала «тактику виснаження», щоб втомити терориста. Наступного дня двоє заручників намагалися поодинці здолати зловмисника, але терорист вистрілив і поранив одного із заручників. Тоді GEK взяли штурмом будівлю де утримувались заручники та застрелили злочинця. Під час цієї операції були виявлені перші недоліки роботи спецпідрозділу. Серед основних недоліків це те, що муніципальна поліція Граца та GEK вели радіомовлення на різних частотах та відсутність пристроїв нічного бачення.
17 жовтня 1996 року четверо жандармів GEK перебували на борту Ту-154 російської авіакомпанії «Аерофлот» під час рейсу з Мальти в Лагос, щоб супроводжувати депортованих під час їхньої депортації на батьківщину, коли нігерієць вдарив екіпаж кабіни пілотів ножем. Погрозами вбити екіпаж він вимагав летіти не до Нігерії, а до Південної Африки чи Німеччини. Четверо спеціалістів австрійської жандармерії, екіпіровані спеціальною зброєю, здолали зловмисника під час польоту. Після приземлення викрадач був закутий у наручники та переданий владі жандармами.

### Оперативна група Кобра
Після терористичних атак 11 вересня 2001 року в усьому світі була проведена оцінка існуючих заходів безпеки. Робоча група створена міністром внутрішніх справ Ернстом Штрассером дійшла висновку, що незважаючи на 23 спецпідрозділи австрійської служби безпеки, які існували на той час, існувала низка недоліків. До них належать, серед іншого і довгий час прибуття оперативників GEK, обмежена місцева відповідальність окремих підрозділів і відсутність узгодженої компетенції з обробки справ у MEK або SEG.
Узгоджена реформа системи сил спеціального призначення передбачала інтеграцію мобільної оперативної групи та спеціального оперативного загону до існуючого оперативного загону жандармерії. Цей новостворений панавстрійський спецпідрозділ був створений під назвою Einsatzkommando Cobra. Спочатку було відкрито чотири штаби та три управління. 
1 липня 2002 року відкрили штаби в Вінер-Нойштадт, Грац, Лінц та Інсбрук, а.є 1 січня 2003 року з'явилися управління в Зальцбурзі, Клагенфурті та Фельдкірху. 
З моменту свого створення підрозділ EKO Cobra є частиною натитерористичної мережі ATLAS. 
1 липня 2005 року було відкрито відділення у м. Відень в казармах Россау із залученням колишніх сил командування поліцейських операцій WEGA.
В період з 15 по 23 липня 2006 року під час Ліванської війни п'ятеро офіцерів оперативної групи EKO Cobra евакуювали громадян Австрії та громадян інших держав ЄС.

### EKO Cobra як частина DSE
З 1 квітня 2013 року оперативна група «Кобра» входить до складу Управління сил спеціального призначення (DSE). Це об’єднує загальнонаціональні сили спеціального призначення, які раніше існували в Австрії, а саме: надрегіональні підрозділи спостереження (OBS), службу знешкодження (ESD), оперативну індивідуальну охорону (PS) і техніку спостереження. EKO Cobra/DSE базується в штаб-квартирі оперативного командування у Вінер-Нойштадті та підпорядковується безпосередньо Генеральному директору з громадської безпеки.
У листопаді 2014 року представники EKO Cobra, серед інших, провели масштабні рейди по всій Австрії проти радикальних ісламістів у понад 40 квартирах і молитовних кімнатах у рамках операції «Пальміра» . Було заарештовано 13 підозрюваних, у тому числі підозрюваних у провідних фігурах мережі фінансування терористичного угруповання " Ісламська держава" . У цій найбільшій антитерористичній операції Федерального відомства із захисту конституції та боротьби з тероризмом по всій Австрії було залучено понад 900 поліцейських.
У рамках поліцейської операції під час нападу в Мюнхені в липні 2016 року 42 австрійських офіцера з EKO Cobra також були направлені безпосередньо в Мюнхен для підтримки федеральних сил поліції Німеччини та землі Баварія.
Станом на 30 червня 2017 року 200 австрійських поліцейських, у тому числі 20 офіцерів Cobra, допомагали німецькій поліції в рамках саміту G20 у Гамбурзі.

## Відбір і підготовка бійців підрозділу
Нових бійців EKO Cobra вербують з будь-який поліцейський Федеральної поліції Австрії може подати заяву, незалежно від статі чи віку заявника. Після первинного відбору на основі заявочних документів решта претендентів проходять серію медичних, психологічних і спортивно-моторних тестів. До навчання допускаються лише ті, хто пройшов ці тести на здібності.
З 2005 року діє новий, більш суворий процес відбору до елітного підрозділу. Кандидати повинні, серед іншого, скласти чотири нокаут-іспити. Невиконання будь-якої з цих вправ означає виключення з процесу відбору. Кандидати повинні піднятися по триметровій мотузці без використання ніг. Друга вправа – це так звана підтяжка живота. Кандидат повинен торкнутися ногами медичної кулі над своєю головою, висячи на стінці. У третій вправі перепад з третього на п'ятий поверх альпіністської вежі необхідно подолати протягом п'яти хвилин, використовуючи тільки вузьку сталеву канатну драбину. Нарешті, кандидати повинні пройти довжину басейну зі зв’язаними руками.
Після проходження процесу відбору кандидатів відправляють до навчально-операційного центру у Вінер-Нойштадті для базової підготовки на шестимісячний курс. Ця підготовка включає в себе курси з тактичного підходу, стрілецької підготовки , спорту, курси з техніки водіння, а також інші курси з канатної техніки, ближнього бою та інших предметів.
Крім того, майбутніх офіцерів EKO Cobra можна навчити спеціальним навичкам. Сюди входять стрибки з парашутом, дайвінг, технології вибухових речовин і підготовка стрільців.
З моменту офіційного представлення Cobra в 1978 році понад 1140 поліцейських пройшли цю спеціальну підготовку та стали членами спеціального підрозділу. Наразі лише трьох жінок вдалося прийняти до підрозділу. Навесні 2011 року було розпочато ініціативу щодо збільшення кількості жінок-членів.

## Внутрішня структура
З 1 червня 2013 року Оперативне командування «Кобра» безпосередньо підпорядковується Головному управлінню громадської безпеки в складі організаційного підрозділу «Операційне командування «Кобра» / Управління спеціальних сил (EKO Cobra/DSE). Оперативна група Cobra, як і DSE, має свій штаб і так званий штаб у Вінер-Нойштадті . Усі адміністративні завдання спеціального підрозділу виконуються по всій країні, і там навчаються нові члени Кобри. Є також чотири інші локації у Відні , Граці , Лінці та Інсбруку , з операційними філіями у Клагенфурті , Зальцбурзі та Фельдкірху, приєднаних до останніх трьох . Бургенланд , який є єдиною федеральною землею, яка не має власного офісу Cobra, в основному охоплюється штаб-квартирою у Вінер-Нойштадті та в південному Бургенланді також частково з розташування в Граці.
Зазвичай у кожному місці розміщено чотири модулі розгортання (тобто повністю готові групи розгортання), а в кожній філії – два модулі розгортання. Регіоналізація має переваги для оперативної групи «Кобра» насамперед з точки зору персоналу. Флуктуація підрозділу приблизно з 450 осіб впала з 20% до 5% на рік. a. Крім того, було досягнуто мети, яка полягає в тому, щоб мати можливість розгорнути команду Cobra в будь-якій точці Австрії протягом 70 хвилин після підняття тривоги.

## Символіка
На знак визнання досягнень і методів чиновників журналісти дали GEK прізвисько  «Кобра» за мотивами телесеріалу «Кобра 11». Це прізвисько швидко стало синонімом підрозділу GEK, що зрештою призвело до швидкої появи зображення кобри на шевронах спецпідрозділу. Вподальшому цей символ так і залишився у геральдиці EKO Cobra.
Члени EKO Cobra є єдиною групою, якій дозволено носити берети з представницькою формою. Цим винно-червоним беретом також відзначають повністю підготовленого складу оперативного командування та урочисто нагороджують після успішного складання всіх вступних іспитів. Замість федерального герба нагрудним знаком корпусу служить герб EKO Cobra, який прикріплений до лівого рукава.
Як правило, на службі офіцери EKO Cobra носять антрацитовий або чорний комбінезон, а також шкіряні рукавички та черевики. Під час несення державної служби берет крапового кольору носить так само, як і з представницькою уніформою. Під час екстрених робіт цей головний убір зазвичай замінюють балаклавою і захисним шоломом.